# Pterolophia murina
Pterolophia murina är en skalbaggsart som först beskrevs av Francis Polkinghorne Pascoe 1859.  Pterolophia murina ingår i släktet Pterolophia och familjen långhorningar. Inga underarter finns listade i Catalogue of Life.